# قري شاهر

## الموقع
يقع قري شاهر ضمن حدود محمية الإمام عبد العزيز بن محمد الملكية، ومن الناحية الإدارية تشكل اراضي حوضه جزء من محافظة رماح في المملكة العربية السعودية. ويصرف حوض قري شاهر منطقة جغرافية صغيرة نسبيا تمتد من الجنوب الغربي إلى الشمال الشرقي، وتبدأ منابعه عند خط طول 46.911569 درجة شرقا ودائرة عرض 25.366318 درجة شمالا، وبشكل عام يتجه المجرى الرئيسي لقري شاهر من الجنوب الغربي نحو الشمال الشرقي، حتى يلتقي مع وادي الثمامة عند خط طول 46.990038 درجة شرقا ودائرة عرض 25.391439 درجة شمالا.

## قري شاهر
يستخدم مصطلح قَرِيُّ لتسمية بعض مجاري المياه في المملكة العربية السعودية، ويعرف القري في المعجم الوسيط بأنه مجرى صغير تسيل المياه فيه من التلة إلى الروضة. وقري شاهر أحد أحواض التصريف الصغيرة في العرمة، ويصب المجرى الرئيسي لقري شاهر في وادي الثمامة قادما من الجنوب، ويقع قري شاهر ضمن حدود محمية الإمام عبد العزيز بن محمد الملكية، ومن الناحية الإدارية تشكل اراضي حوضه جزء من محافظة رماح في المملكة العربية السعودية. ويصرف حوض قري شاهر منطقة جغرافية صغيرة نسبيا تمتد من الجنوب الغربي إلى الشمال الشرقي، وتبدأ منابعه عند خط طول 46.911569 درجة شرقا ودائرة عرض 25.366318 درجة شمالا، وذلك من أرض مرتفعة نسبيا تمر فيها خطوط تقسيم المياه لأحواض التصريف المتجاورة، والتي تقع بين حوض قري شويهر وحوض دهو دلي، وهما من الروافد التي تصب في وادي الثمامة. وبشكل عام يتجه المجرى الرئيسي لقري شاهر من الجنوب الغربي نحو الشمال الشرقي، حتى يلتقي مع وادي الثمامة عند خط طول 46.990038 درجة شرقا ودائرة عرض 25.391439 درجة شمالا. ويبلغ طول مجراه الرئيسي من منبعه إلى أن يلتقي بوادي الثمامة حوالي 10كم. ويظهر من صور قوقل ماب والخريطة الطبوغرافية أن حوض قري شاهر يتكون من أرض تكثر فيها التلال خاصة في أجزائه العليا والوسطى، وأن روافده قصيرة، وأن ْمجاري المياه في حوضه تلتقي بزوايا حادة معطية بذلك نمطا شجريا، ويتضح من الصور أيضا أن التعرجات في المجرى الرئيسي قليلة وفي الغالب خفيفة الانحناء. كما أن الصور تبين وجود أشجار في مجراه الرئيسي، خاصة في الأجزاء السفلى، ولكنها متباعدة في أغلب الأماكن.